# کریس استادسگارد
کریس استادسگارد (انگلیسی: Kris Stadsgaard؛ زادهٔ ۱ اوت ۱۹۸۵) بازیکن سابق فوتبال اهل دانمارک است که در پست مدافع میانی برای کپنهاگن بازی می‌کرد.
وی همچنین در تیم‌های ملی فوتبال زیر ۲۱ سال دانمارک و دانمارک بازی کرده‌است.